# Bear Lake
Bear Lake (Bearlake, Satudene, Sahtú-gotine, Sahtúgot'ine, Saschutkenne, Gens du Lac d'Ours), pleme Indijanaca porodice Athapaskan nastanjeno uz južne obale Velikog medvjeđeg jezera, upravo južno od plemena Hareskin i istočno od Mountaina, u dolini rijeke Mackenzie. Profesor antropologije June Helm smatra da su Bearlake nastali miješanjem dviju regionalnih bandi Hareskina ili Zečjih Krzana koje su, prema Petitotu, 1860. istraživale obale Velikog Medvjeđeg jezera, i koje su se po svoj prilici, pomiješali s južnim susjedima Dogribima. Nastajanju današnjih Satudena morali su malo doprinijeti i obližnji Mountain Indijanci, ogranak Slaveya. -Petitot navodi dvije bande koje su došle u područje sjeverno od jezera. Poznato je da su tamo bile locirane bande koje Swanton naziva Etatchogottine i veoma značajni Satchotugottine (u A. G. Moricea Sa-cho-thu-go'tinné), njihovo ime znači "People of Great Bear Lake", i nisu nitko drugi nego današnji Sahtúgot’ine ili Satudene, pleme koje se odvojilo od Zečjih Krzana i pomiješalo s Dogribima, sačuvavši usput i svoje plemensko ime. -Hare (Kawchottine, K’áshogot’ine), Shihgot’ine (Mountain) i Sahtúgot’ine (Bear Lake ili Satudene) vode se danas kao dijelovi Slavey Indijanaca koji govore srodnim jezicima. 

## Vanjske poveznice
- Bearlake Indians
- K’áshogot’ine – Sahtúgot’ine – Shihgot’ine  (North Slavey) Language
- Horde, Band, and Tribe  Arhivirana inačica izvorne stranice od 9. rujna 2006. (Wayback Machine)